# The Equalizer (film fra 2014)
The Equalizer er en amerikansk actionfilm fra 2014 instrueret af Antoine Fuqua.
Filmen var løst baseret på 1980'ernes tv-serie af samme navn. Manuskriptet er skrevet af Richard Wenk. Denzel Washington, Marton Csokas, Chloë Grace Moretz og Bill Pullman spiller nogle af hovedrollerne. 
Filmen fokuserer på en tidligere amerikansk soldat i United States Marine Corps og en efterretningsofficer, der forsøger at beskytte en prostitueret mod medlemmer af en russisk mafia.

## Medvirkende
- Denzel Washington som Robert McCall
- Marton Csokas som Nikolai Itchenko.
- Chloë Grace Moretz som Alina.
- David Harbour som Frank Masters
- Johnny Skourtis som Ralphie
- Melissa Leo som Susan Plummer
- Bill Pullman som Brian Plummer
- Haley Bennett som Mandy
- Vladimir Kulich som Vladimir Pushkin
- David Meunier som Slavi
- Alex Veadov som Tevi
- James Wilcox som Pederson
- Mike O'Dea som Remar
- Anastasia Mousis som Jenny
- Robert Wahlberg som efterforsker Harris
- Timothy John Smith som efterforsker Gilly
- Dan Bilzerian som en af Nikolai's håndlangere.
- Sala Baker som en af Nikolai's håndlangere.